# Centaurea verutum
Centaurea verutum — вид рослин роду волошка (Centaurea), з родини айстрових (Asteraceae).

## Біоморфологічна характеристика
Однорічна рослина. Листки розсічені; краї листочків гладкі; прилистки відсутні. Квіточки жовті. Період цвітіння: травень, червень, липень.

## Середовище проживання
Країни проживання: Ізраїль, Ліван.